# Mohafazat Liban-Nord
Mohafazat Liban-Nord (arabiska: محافظة لبنان الشمالي) är ett guvernement i Libanon. Det ligger i den norra delen av landet, 60 kilometer nordost om huvudstaden Beirut. Antalet invånare är 899 339.
Mohafazat Liban-Nord delas in i:
- Caza de Zgharta
- Caza de Bécharré
- Caza de Koura
- Batroun
- Miniyeh-Danniyeh
- Tripoli

Följande samhällen finns i Mohafazat Liban-Nord:
- Tripoli
- Zghartā
- Bcharré
- Amioun
- Hasroûn
- Batroun
- Batroûmîne

Runt Mohafazat Liban-Nord är det ganska tätbefolkat, med 129 invånare per kvadratkilometer.